# Померания

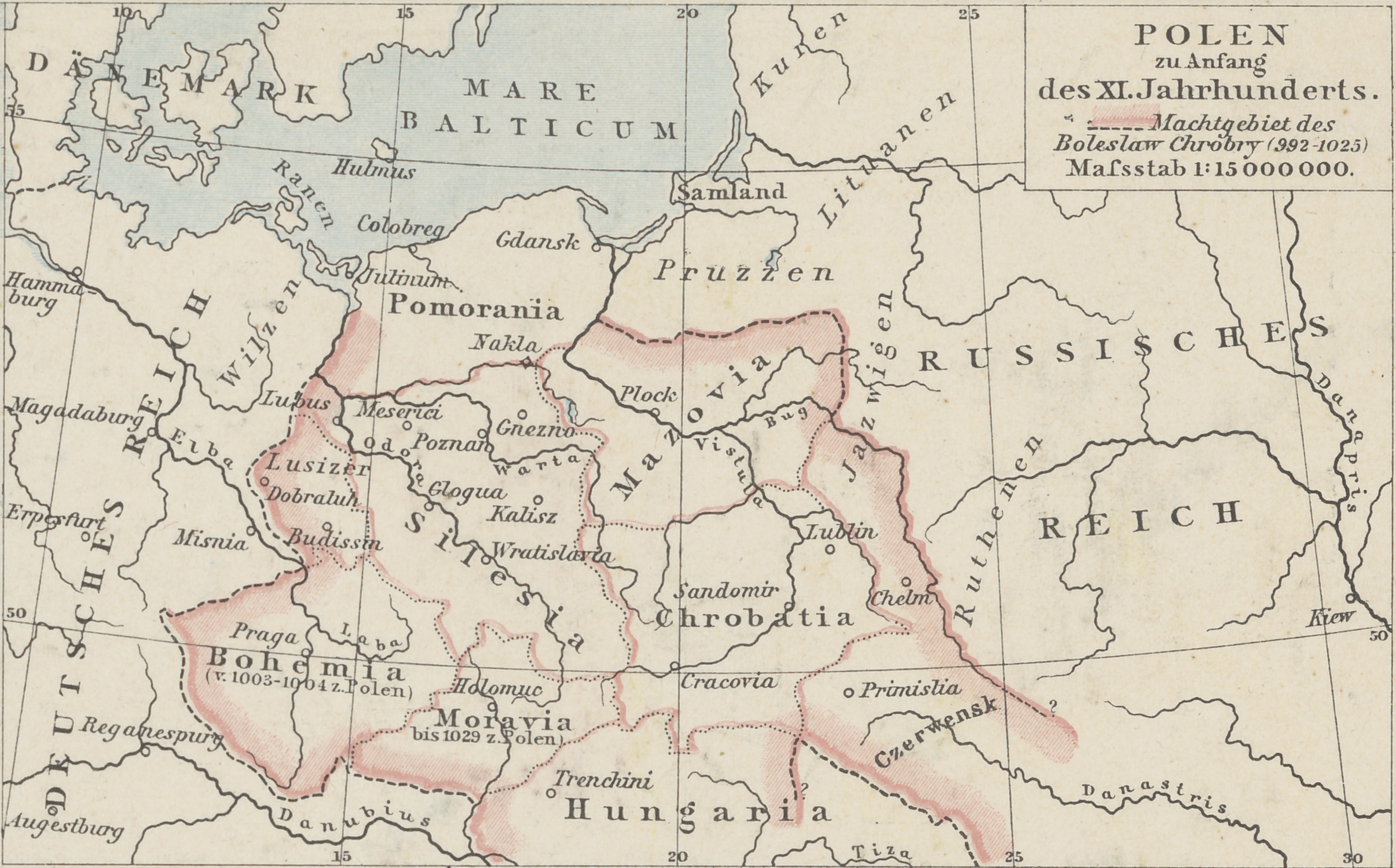
Померания во времена правления Болеслава I Храброго.

Помера́ния — историческая область на юге Балтийского моря, находившаяся в разные эпохи в составе различных государств (см. «История Померании» и «Балтийское Поморье»).
В настоящее время Западная Померания является частью немецкой федеральной земли Мекленбург-Передняя Померания, остальная часть является польской территорией.

## Этимология
Название Померания восходит к среднелатинскому Pomerania, от древней западнославянской формы *Роmоrь̂jе (см. Поморье), от праславянского *po moře «у моря». Название связано с населявшим эту область западнославянским племенем поморян.

## Географическая характеристика
Померания граничит на западе с землями Мекленбурга, а на севере имеет побережье Балтийского моря. Низменный равнинный береговой рельеф к югу переходит в более холмистый. Наибольшие высоты в Померании — Шимрицберг (256 метров), Бургвалль (239 метров).
Климат окрестностей Щецина и острова Рюгена мягче, чем климат береговой полосы восточной Померании. Средняя годовая температура в Щецине +8,4 °C, в Лауэнбурге +7,2 °C, в Кеслине +7,1 °C; осадков в Щецине 54 см, а в Кеслине 66.
Главная река Померании, Одер, образует много рукавов, впадающих в Балтийское море (главные — Пене, Свине и Дивенов), а около города Щецин — Дамское озеро и Померанский гаф. К системе Одера принадлежат также судоходные реки Ина, Укер и Пене. Из других рек судоходны — Рекниц, Рикграбен, Рега, Персанте, Виппер, Штольпе, Люпов, Леба. Береговые озёра: Лебское, Гардское, Вицкое, Виттерское, Буковское, Ямундское и Кампское. В южной холмистой части также много озёр (Вирховское, Драцигское, Вильмское, Большое Люббе и другие). Берега восточной Померании покрыты дюнами, очертания которых часто меняются.

## История

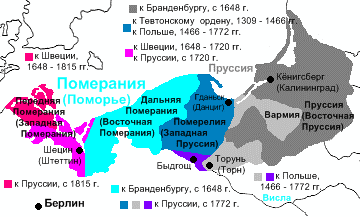
Померания, Западная и Восточная Пруссия

В Средние века в Померании чётко видны культуры славян (поморяне), а также некоторое влияние викингов. С X века ранние польские герцоги и короли неоднократно предпринимают попытки подчинить южные и юго-восточные части области, в то время как с севера и с запада Поморью угрожают Священная Римская империя и Дания.
По результатам Вестфальского мира, подписанного в 1648 году, Дальняя Померания отошла к Бранденбургу, а Передняя Померания стала Шведской Померанией.
Бранденбургскому курфюрсту Фридриху Вильгельму I в 1678 году удалось захватить всю Шведскую Померанию. Под давлением Франции по Сен-Жерменскому мирному договору 1679 года он вынужден был отказаться от завоёванных территорий. После окончания Северной войны (1700—1721 годы) Передняя Померания южнее реки Пене была включена в Королевство Пруссия как провинция.
Во время наполеоновских войн Шведская Померания была оккупирована Францией. После поражения Наполеона в 1815 году шведская часть Передней Померании с островом Рюген стали прусскими.
В 1945 году по предложению Союза ССР была установлена новая польско-германская граница, и таким образом бо́льшая часть Померании по решению союзников была отделена от Германии.
Ныне лишь малая часть Передней Померании принадлежит немцам — входит в состав федеральной земли Германии Мекленбург-Передняя Померания.
До сих пор весьма распространено старинное деление на переднюю Померанию (нем. Vorpommern) — на запад от Одера, и заднюю Померанию (нем. Hinterpommern) — на восток от Одера. Штральзундский округ иногда называют Шведской Померанией, так как до 1815 года он принадлежал Швеции.

## Экономика
Фабрики, писчебумажная и обрабатывающая древесную массу, стеклянные заводы. Главные торговые пункты: Штетин, с гаванью Свинемюнде, Штральзунд, Грайфсвальд, Вольгаст, Анклам, Кольберг, Штольп.
В 1893 году в померанские гавани вошло 6555 кораблей, вместимостью в 1 966 718 рег. тонн, в том числе 4365 паровых, вместим. в 1 806 509 рег. тонн, а отбыло 6557 кораблей, вместимостью в 1 984 521 рег. тонн, в том числе паровых 4376, вместим. в 1 821 394 рег. тонн.
Померанским судовладельцам принадлежало, по состоянию на 1894 год, 482 морских судов, вместимостью в 86 026 рег. тонн, в том числе 114 паровых, с 37 405 рег. тоннами.
В германский парламент Померания посылает 14 депутатов, ранее в прусский ландтаг — 26.

## Образование
Университет (в Грейфсвальде), 19 гимназий, 4 реальных гимназии, 2 прогимназии, 5 реальных прогимназий, военное училище (в Анкламе), 2 сельскохозяйственных училища, 7 учительских семинарий, 3 института для глухонемых и 2 для слепых.

## Этимология топонима
Название Померания имеет славянские корни и схоже с русским Поморье, обозначающим «земля у моря». Аналогичные названия имеются в польском и кашубском славянских языках. Согласно русским летописям, на этой территории жили Поморяне.